# Lulu James
Lulu James (née en Tanzanie) est une chanteuse et auteure-compositrice britannique.

## Biographie
James naît en Tanzanie, descendante d'une tribu Maasaï et déménage au Royaume-Uni à l'âge de six ans pour s'installer à South Shields, dans le nord-est de l'Angleterre. Elle s'inscrit à un cours de développement musical, où elle rencontre son principal producteur et coauteur, DomZilla.
James publie son premier EP, Rope Mirage, en 2012 et signe ensuite avec Black Butter Records, qui publie son premier single, Be Safe / Stuck. James fait une tournée au Royaume-Uni fin 2012 avec ses collègues Hostage, Kidnap Kid et Rudimental. Début 2013, elle signe avec RCA Records et sort le single Closer. Le single Sweetest Thing suit fin 2013, et elle tourne avec Ellie Goulding et Annie Mac Presents. En 2014, elle sort le single Beautiful People, qui est suivi d'un EP plus tard dans l'année. En 2015, James participe en tant que chanteuse à la tournée britannique du duo de house Gorgon City.
Les inspirations musicales de James incluent India.Arie, Beyoncé, James Blake, Mariah Carey, Diplo, Aretha Franklin, Whitney Houston, Michael Jackson, Gil Scott-Heron, Amy Winehouse, et Jamie xx,,,.

## Discographie

### Singles
| Année | Single         | Meilleure position | Meilleure position | Album |
| Année | Single         | R-U                | DAN                | Album |
| ----- | -------------- | ------------------ | ------------------ | ----- |
| 2013  | Sweetest Thing | –                  | 26                 |       |

### Autres
- 2012 : Rope Mirage (EP)
- 2012 : Be Safe / Stuck (single)
- 2013 : Closer (single)
- 2013 : Step by Step (single)
- 2014 : Beautiful People (single)
- 2016 : Colours (EP)
- 2019 : Lulu James Presents 3rdCultureKid / Zim Zimmer (single)

### Apparitions
- 2013 : Why Didn't You Call? (Gang Colours feat. Lulu James)
- 2014 : We Disappear (Jon Hopkins feat. Lulu James)
- 2015 : Loving You (Lane 8 feat. Lulu James)
- 2017 : Tear My Heart (Moon Boots feat LuLu James) (Marquis Hawkes Extended Mix)